# هاريسون دالتون
هاريسون دالتون (بالإنجليزية: Harrison Dalton)‏ (1825 في المملكة المتحدة - 14 يوليو 1881 في المملكة المتحدة) هو لاعب كريكت بريطاني (وحمل سابقاً جنسية المملكة المتحدة لبريطانيا العظمى وأيرلندا). لعب مع نادي مارليبون للكريكت ‏.

## وصلات خارجية
- هاريسون دالتون على موقع إي آس بي آن كريك إنفو (الإنجليزية)